# Russolophon

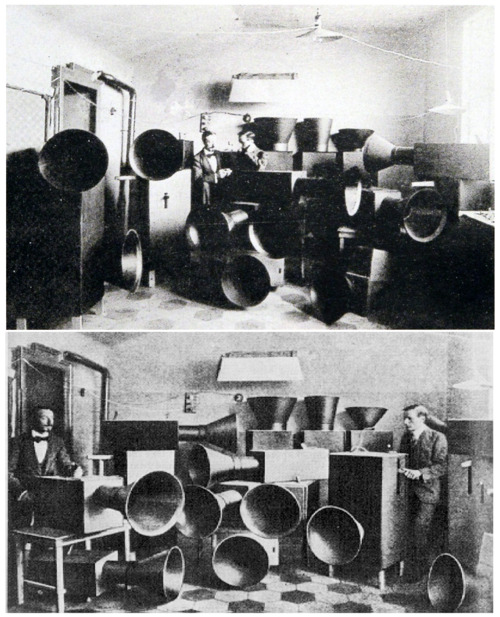
Intonarumori 1913

Das Russolophon war ein elektrisches Musikinstrument, das der Maler und Komponist Luigi Russolo im Jahr 1924 erfand. Die Entwicklung stand im Zusammenhang mit dem musikalischen Futurismus. Es hatte die Form eines Harmoniums und eine Klaviatur mit sieben Hebeln und zwei Pedalen. Damit konnten Geräuschmischungen produziert werden. 
Russolo entwarf seit 1913 provozierende Lärminstrumente, die er intonarumori nannte und machte damit das Geräusch unabhängig vom Schlagzeug zum musikalischen Gestaltungselement. Aus diesem Grund gilt er als Vorläufer der Musique concrète. Er selbst nannte das Russolophon rumorarmonio (Geräuschharmonium). In den Pariser Salons machte es Sensation. Der Komponist Arthur Honegger konnte sich dafür erwärmen, und Edgar Varèse befürwortete die Einführung des Russolophons ins Orchester.
Anders als das etwa gleichzeitig konstruierte Trautonium oder die Ondes Martenot konnte sich das Russolophon nicht längerfristig durchsetzen, obwohl es in futuristischen Konzerten Ende der 1920er Jahre oft zu hören war. – Es wurde auch zur Geräuscherzeugung im Stummfilm eingesetzt und fand mit dem Beginn des Tonfilms ungefähr um 1930 sein Ende.